# Далем (Нижня Саксонія)
Далем (нім. Dahlem) — громада в Німеччині, розташована в землі Нижня Саксонія. Входить до складу району Люнебург. Складова частина об'єднання громад Даленбург.
Площа — 16,99 км2. Населення становить 645 ос. (станом на 31 грудня 2021).